# Bernat Sanahuja
Bernat Sanahuja Carné (* 21. Oktober 2000 in Terrassa) ist ein spanischer Wasserballspieler. Mit der spanischen Nationalmannschaft war er Weltmeister 2022 und 2025 sowie Weltmeisterschaftsdritter 2023 und 2024. Bei Europameisterschaften gewann er bis 2024 einmal Gold und einmal Bronze.

## Sportliche Karriere
Der 1,92 Meter große Sanahuja spielte für den Club Natació Terrassa und den Club Natació Sabadell, bevor er 2023 zum Club Natació Atlètic Barceloneta wechselte.
Die für den Sommer 2020 geplanten Olympischen Spiele in Tokio wurden wegen der COVID-19-Pandemie erst 2021 ausgetragen. Die Spanier gewannen ihre Vorrundengruppe vor den Kroaten und den Serben. Nach einem Viertelfinalsieg über das Team aus den Vereinigten Staaten unterlagen die Spanier im Halbfinale gegen die Serben. Im Spiel um den dritten Platz verloren sie gegen die Ungarn. Sanahuja warf insgesamt 10 Tore. 2022 fand ab Ende Juni die Weltmeisterschaft in Budapest statt. In der Vorrunde unterlagen die Kanadier den Spaniern mit 2:19 und zogen dann ihre Mannschaft wegen zahlreicher COVID-19-Fälle zurück. Das Spiel wurde annulliert und damit auch ein von Sanahuja erzieltes Tor. Die Spanier gewannen im Viertelfinale gegen Montenegro und im Halbfinale gegen Kroatien. Im Endspiel bezwangen sie die Italiener im Penaltyschießen. Ende August 2022 begann in Kroatien die Europameisterschaft 2022. Die Spanier gewannen das Viertelfinale gegen die Griechen und verloren im Halbfinale gegen die Ungarn. Mit einem 7:6 gegen die Italiener erkämpften die Spanier die Bronzemedaille.
2023 bei der Weltmeisterschaft in Fukuoka bezwangen die Spanier im Viertelfinale die französische Mannschaft. Nach einem 11:12 gegen die Ungarn im Halbfinale besiegten die Spanier im Spiel um Bronze die Serben. Im Januar 2024 fand die Europameisterschaft in Kroatien statt. Mit Siegen über Rumänien im Viertelfinale und über Italien im Halbfinale erreichten die Spanier das Finale. Dort gewannen sie mit 11:10 gegen die Kroaten, wobei Sanahuja im Finale drei Tore beisteuerte. Im Februar 2024 bei der Weltmeisterschaft in Doha besiegten die Spanier im Viertelfinale die Mannschaft aus Montenegro mit 15:12, Sanahuja warf in diesem Spiel zwei Tore. Nach der Halbfinalniederlage gegen die Italiener erkämpften die Spanier mit einem Sieg über die Franzosen die Bronzemedaille. Bei den Olympischen Spielen in Paris gewannen die Spanier ihre Vorrundengruppe und verloren im Viertelfinale gegen die Kroaten. Letztlich wurden die Spanier Sechste.
2025 bei der Weltmeisterschaft in Singapur besiegten die Spanier im Viertelfinale die Mannschaft aus Montenegro mit 14:5. Das Halbfinale gegen die Griechen entschieden die Spanier erst im Penaltyschießen für sich. Im Finale bezwangen sie die Ungarn mit 15:13. Im Finale erzielte Sanahuja fünf Tore.